# Takafumi Nishitani
Takafumi Nishitani (17 januari 1979) is een Japans voormalig shorttracker.

## Carrière
Tijdens de Olympische Winterspelen van 1998 beleefde Nishitani het hoogtepunt van zijn carrière, in Nagano won hij de gouden medaille op de 500 meter. Ook in Salt Lake City 2002 en Turijn 2006 nam hij deel aan de Spelen. Ook deed hij mee aan diverse wereldkampioenschappen.
1994: Chae Ji-hoon ·
1998: Takafumi Nishitani ·
2002: Marc Gagnon ·
2006: Apolo Anton Ohno ·
2010: Charles Hamelin ·
2014: Viktor An ·
2018: Wu Dajing ·
2022: Shaoang Liu